# Beijing Benz
Beijing Benz — автомобилестроительная компания со штаб-квартирой в Пекине и совместное предприятие Beijing Automobile Works и Mercedes-Benz.

## История
Компания Beijing Jeep Corporation (BJC) была основана в январе 1984 года. Первоначально она являлась совместным предприятием BAIC Motor и American Motors Corporation.
В 1987 году компания American Motors Corporation была куплена компанией Chrysler. В 1998 году компания Chrysler объединилась с Daimler-Benz AG.
8 августа 2005 года компания получила наименование Beijing Benz. В 2006 году компания Beijing Benz начала производство автомобилей Mercedes-Benz E-класс, а в 2008 году — Mercedes-Benz C-класс.

## Модельный ряд

### Выпускаемые модели
- 2019 Mercedes-Benz W177 (梅赛德斯-奔驰A级Z177)
- 2014 Mercedes-Benz W205 (梅赛德斯-奔驰C级W205)
- 2016 Mercedes-Benz W213 (梅赛德斯-奔驰E级V213)
- 2019 Mercedes-Benz EQC (梅赛德斯-奔驰EQC)
- 2020 Mercedes-Benz GLA (梅赛德斯-奔驰GLA H247)
- 2019 Mercedes-Benz GLB (梅赛德斯-奔驰GLB)
- 2015 Mercedes-Benz GLC (梅赛德斯-奔驰GLC)

### Beijing Jeep
- 1984—2005 Beijing BJ213/2021/BJ7250 (北京BJ213/2021/7250)
- 1984—2005 Beijing BJ212 (北京BJ212)
- 2002—2007 Jeep 2500/2700 (吉普2500/2700)
- 2004—2005 Jeep 4000/4700 (吉普4000/4700)
- 2003—2008 Mitsubishi Pajero Sport (三菱帕杰罗运动)
- 2003—2006 Mitsubishi Outlander (三菱欧蓝德经典)

### Модели Beijing Benz, снятые с производства
- 2006—2009 Chrysler 300C (克莱斯勒300C)
- 2008—2010 Chrysler Sebring (克莱斯勒铂锐)
- 2005—2009 Mercedes-Benz W211 (梅赛德斯-奔驰E级W211)
- 2010—2016 Mercedes-Benz W212 (梅赛德斯-奔驰E级V212)
- 2008—2014 Mercedes-Benz W204 (梅赛德斯-奔驰C级W204)
- 2015 Mercedes-Benz GLA (梅赛德斯-奔驰GLA级X156)
- 2008—2015 Mercedes-Benz GLK (梅赛德斯-奔驰GLK级)

### FAWMercedes-Benz
- 1988—1989 Mercedes-Benz 230E Lang V123 (梅赛代斯-奔驰230E Lang V123)
- 1988—1989 Mercedes-Benz 200 W123 (梅赛代斯-奔驰200 W123)